# Тејлор Захар Перез
Тејлор Захар Перез (енгл. Taylor Zakhar Perez; Чикаго, 24. децембар 1991) амерички је глумац.

## Биографија
Рођен је 24. децембра 1991. године у Чикагу, а одрастао је у Честертону. Док је био у средњој школи бавио се пливањем. Изјавио је да има блискоисточног, медитеранског и мексичког порекла. Треће је од осморо деце. Викендом је мењао гуме у породичној аутолимарији.
Добио је стипендију за пливање на Универзитету Фордам, али ју је одбио да би похађао Универзитет Калифорније, где је и дипломирао. У раној младости је глумио у мјузиклима у оперским кућама. Затим је радио као манекен и преселио се у Лос Анђелес.

## Филмографија
| Година | Српски назив                   | Изворни назив | Улога                | Напомене |
| ------ | ------------------------------ | ------------- | -------------------- | -------- |
| 2020.  | Штанд за пољупце 2             |               | Марко Валентин Пења  |          |
| 2020.  |                                | Тејлор        |                      |          |
| 2021.  | Штанд за пољупце 3             |               | Марко Валентин Пења  |          |
| 2021.  |                                |               | Дастин               |          |
| 2023.  | Црвено, бело и краљевски плаво |               | Алекс Клермонт Дијаз |          |